# 72801 Manzanera
72801 Manzanera este o planetă minoră (asteroid) din Outer Main Belt⁠(d). A fost descoperită pe 25 martie 2001 la Observatorul Național Kitt Peak de Marc Buie⁠(d). 
Obiectul prezintă o orbită caracterizată de o semiaxă mare de 3,2373243351785 UAi, o excentricitate de 0,13839308628461, o înclinație de 3,2308861540826 ° în raport cu ecliptica.